# Козма Маюмски
Козма Маюмски (на гръцки: Κοσμάς ο Μαϊουμά) е палестински християнски духовник.
Роден е около 675 година в Йерусалим, но губи рано родителите си и е отгледан в Дамаск от Сарджун ибн Мансур, християнин и висш служител на Умаядите. Негов заварен брат е Йоан Дамаскин, който става известен богослов. Двамата заедно стават монаси в манастира Мар Саба край Йерусалим в разгара на споровете около иконоборството. През 745 година Козма става епископ на Маюма (днес част от Газа). Той е най-известен като автор на църковни песнопения.
Козма умира около 760 година. Той е светец, като Православната църква отбелязва паметта му на 12 октомври.